# Істяк
Істя́к (рос. Истяк, башк. Истәк) — село у складі Янаульського району Башкортостану, Росія. Адміністративний центр Істяцької сільської ради.
Населення — 425 осіб (2010; 434 у 2002).
Національний склад:
- башкири — 77 %